# 벨린너 로건
벌리나 로건(Bellina Logan, 1966년 9월 28일 ~ )은 미국의 배우이다.
로스앤젤레스에서 태어났다.

## 영화
- 선스 오브 아나키 (2008년)
- 인랜드 엠파이어 (2006년)
- 버그 (2002년)
- 저스트 라이트 (1997년)
- 웨딩 소나타 (1997년)
- 뱀파이어와의 인터뷰 (1994년)
- ER (1994년)
- 블루 스틸 (1990년)